# Charles Deberiotstraat

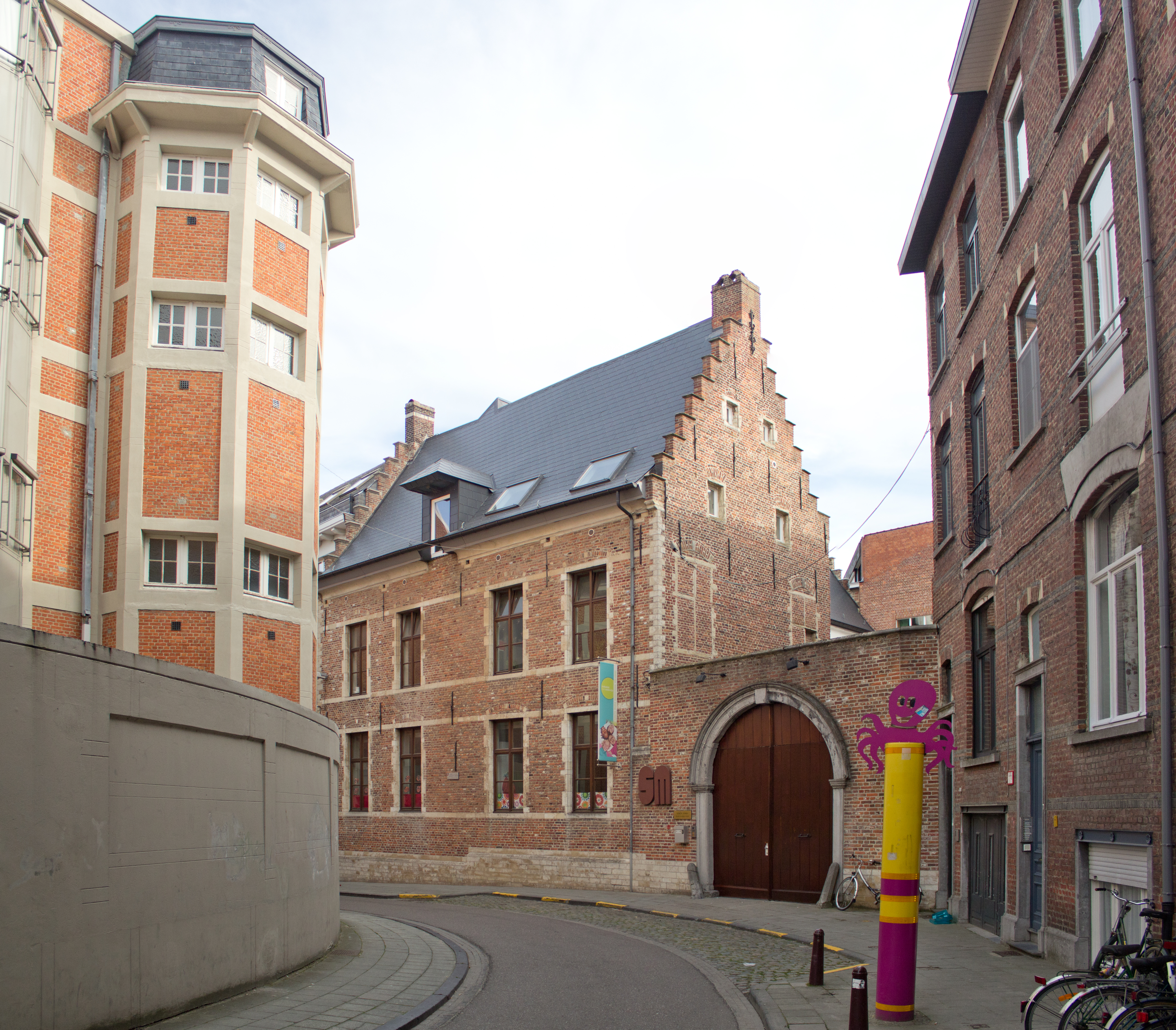
Knik in de Charles de Bériotstraat

De Charles de Bériotstraat is een straat in Leuven (België). Zij maakt de verbinding tussen de Naamsestraat en de Tiensestraat. De straat bestond al in de 12e eeuw.

## Naam
Van de 12e tot de 19e eeuw droeg zij de naam Kattenstraat, genoemd naar de katten, kat of schietkat, een soort houten barak of kar die tegen of bovenop een wal of verdedigingsmuur werd gezet. De straat liep immers langsheen de binnenzijde van de 12e-eeuwse ringmuur. In de knik van de straat liep zij dicht tegen de ringmuur aan, waar de katten stond.  
Sinds de 19e eeuw draagt de straat de naam van de musicus die hier geboren is, Charles de Bériot. In 1870 werd zijn geboortehuis met de grond gelijk gemaakt omwille van de vergroting van het Sint-Donatuspark.

## Gebouwen
In de Charles de Bériotstraat liggen enkele gebouwen van de Katholieke Universiteit Leuven:
- Aula Pieter De Somer (nr. 24)
- Maurits Sabbebibliotheek (nr. 26), bibliotheek van de Faculteit Theologie en Religiewetenschappen
- Kolenmuseum en Paleontologisch Instituut (nr. 32)
- Huis de Dorlodot (nr. 34), Leuven Centre for Global Governance Studies
- Huis Renaer (nr. 36), Bijzondere Faculteit Kerkelijk Recht

Het Koningscollege en het College van Premonstreit liggen in de Naamsestraat, maar lopen diep door tot in de Charles de Bériotstraat.